# Балыктах (Мегино-Кангаласский улус)
Балыктах (якут. Балыктаах, эвен. Баликтах) — село в Мегинском наслеге Мегино-Кангаласского улуса Республики Саха (Якутия), Россия.
Основано в 1909 году.

## География
Село расположено на берегу одноимённого озера Балыктах и реки Оленгнёх в северной части улуса, примерно в 55-60 км к северо-востоку от Якутска.
Минимальная температура воздуха −64, максимальная + 38. Количество осадков достигает 278 мм в год.
Рядом с населённым пунктом имеется месторождение полезных ископаемых, такие как угольное и урановое.

## Население
| 1989 | 2002 | 2010 | 2012 | 2013 | 2014 | 2015 |
| ---- | ---- | ---- | ---- | ---- | ---- | ---- |
| 1000 | ↘963 | ↘883 | ↘863 | ↘839 | ↘809 | ↘804 |
| 2016 | 2017 | 2018 | 2019 | 2020 | 2021 |      |
| ↘791 | ↘790 | ↘783 | ↘781 | ↘763 | ↘759 |      |

## Инфраструктура
Имеются образовательные учреждения — Балыктахская средняя общеобразовательная школа, Детский творческий центр (танцевальный и художественный). Социальные учреждения — Детский дом, интернат для школьников, почта, дневная амбулатория, культурно-спортивный комплекс, сельская библиотека. Также в деревне работают частные магазины.